# Пинту, Антониу (композитор)
Анто́ниу А́лвис Пи́нту (порт. Antonio Alves Pinto, род. в Рио-де-Жанейро, Бразилия) — бразильский композитор, автор музыки для кинофильмов, телевидения и прочего.

## Биография
Сын известного бразильского карикатуриста Жиралду Пинту и брат кинорежиссёра Даниэлы Томас. Проявил интерес к музыке, по его собственным словам, когда одна из его сестёр встречалась с бас-гитаристом из группы. В доме семьи Антониу имелись пианино, гитара, набор барабанов, и он играл на них из любопытства. В возрасте 10 лет он раздобыл 3 музыкальных альбома: Heavy Weather коллектива Weather Report, один из альбомов Стэнли Кларка и Bitches Brew Майлса Дэйвиса. Музыка по-настоящему заинтересовала Антониу, и он продолжил собирать различные записи. Впоследствии Пинту говорил, что не стремился специально связать свою жизнь с музыкой, и то, кем он стал, явилось случайностью, но, в то же время, следствием естественного процесса.

## Творчество
В Бразилии об Антониу Пинту узнали в 1994 году, а широкая известность пришла к нему в 1998, после премьеры «Центрального вокзала», для которого он написал саундтрек совместно с Жаком Мореленбаумом. В 2002 году состоялась премьера фильма «Город Бога» (четыре номинации на «Оскар»), и Пинту, как автор музыки к фильму, получил высокую оценку критики и репутацию самого известного бразильского кинокомпозитора. Успешная деятельность Пинту стала поводом для приглашения композитора поучаствовать в написании музыки для голливудских фильмов.
За «Город Бога» и последующие фильмы Антониу Пинту получил несколько наград и номинаций различных премий. За песню «Despedida» к фильму «Любовь во время холеры», написанную в соавторстве с Шакирой, номинировался на «Золотой Глобус». Совместно с Джеймсом Ньютоном Ховардом получил премию ASCAP за фильм «Соучастник».

### Использование технологий звукозаписи
Для своих первых работ Пинту использовал небольшое устройство с возможностью записывать звук с одной кассеты на другую. Затем он перешёл на магнитофон Tascam, позволявший сводить звук из четырёх дорожек. Впоследствии стал использовать программные решения, такие, как Sound Designer — одна из первых аудиопрограмм-секвенсоров, Logic, Performer, Studio Vision, Live и Pro Tools.
Пинту обычно пишет музыку для кино в домашних условиях, с помощью пианино. Затем, используя Pro Tools, распределяет звук по всему видео, и проверяет как музыка будет «работать» в разных частях фильма. Потом он сокращает и монтирует её уже на нужных участках видео.

## Фильмография
| Год       |     | Русское название               | Оригинальное название                                 | Роль                       |
| --------- | --- | ------------------------------ | ----------------------------------------------------- | -------------------------- |
| 1994      | ф   | Чокнутый парень                | Menino Maluquinho — O Filme                           | композитор                 |
| 1995      | док |                                | Socorro Nobre                                         | композитор                 |
| 1998      | ф   | Центральный вокзал             | Central do Brasil                                     | композитор                 |
| 1998      | ф   | Чокнутый парень 2: Путешествие | Menino Maluquinho 2: A Aventura                       | композитор                 |
| 1998      | ф   | Первый день                    | O Primeiro Dia                                        | композитор                 |
| 1999      | док |                                | Notícias de uma Guerra Particular                     | композитор                 |
| 2000      | ф   |                                | Conceição                                             | композитор                 |
| 2001      | ф   |                                | Palíndromo                                            | композитор                 |
| 2001      | ф   | Последнее солнце               | Abril Despedaçado                                     | композитор                 |
| 2001      | док |                                | Onde a Terra Acaba                                    | композитор                 |
| 2002      | ф   | Город Бога                     | Cidade de Deus                                        | композитор                 |
| 2002      | ф   | Открытое окно                  | A Janela Aberta                                       | композитор                 |
| 2002—2005 | с   | Город мужчин                   | Cidade dos Homens                                     | композитор                 |
| 2004      | ф   | Нина                           | Nina                                                  | композитор                 |
| 2004      | ф   | Хроники                        | Crónicas                                              | композитор                 |
| 2004      | ф   | Соучастник                     | Collateral                                            | дополнительная музыка      |
| 2005      | ф   | Невидимые дети                 | All the Invisible Children                            | композитор                 |
| 2005      | ф   | Оружейный барон                | Lord of War                                           | композитор                 |
| 2005      | с   | Джонни Зиро                    | Jonny Zero                                            | музыкальная тема           |
| 2006      | док |                                | Making a Killing: Inside the International Arms Trade | композитор                 |
| 2006      | ф   | 10 шагов к успеху              | 10 Items or Less                                      | композитор                 |
| 2006      | ф   | Путешествие на край ночи       | Journey to the End of the Night                       | актёр (детектив Мусбрагер) |
| 2007      | ф   | Идеальный незнакомец           | Perfect Stranger                                      | композитор                 |
| 2007      | ф   | Город Бога 2                   | Cidade dos Homens                                     | композитор                 |
| 2007      | ф   | Любовь во время холеры         | Love in the Time of Cholera                           | композитор                 |
| 2009      | ф   | Удача винодела                 | The Vintner’s Luck                                    | композитор                 |
| 2009      | ф   | Брошенная на произвол судьбы   | À Deriva                                              | композитор                 |
| 2009      | ф   | Лула, сын Бразилии             | Lula, o Filho do Brasil                               | композитор                 |
| 2010      | ф   | Очень важные персоны           | VIPs                                                  | композитор                 |
| 2010      | док | Сенна                          | Senna                                                 | композитор                 |
| 2012      | ф   | Весёлые каникулы               | Get the Gringo                                        | композитор                 |
| 2012      | док |                                | The Odyssey                                           | композитор                 |
| 2012      | док |                                | Witness                                               | композитор                 |
| 2012      | ф   |                                | DES.                                                  | композитор                 |
| 2013      | ф   | Гостья                         | The Host                                              | композитор                 |
| 2013      | ф   | Стукач                         | Snitch                                                | композитор                 |
| 2013      | док | Искусство наизнанку            | Inside Out                                            | композитор                 |
| 2014      | ф   | Свалка                         | Trash                                                 | композитор                 |
| 2015      | с   |                                | Felizes Para Sempre?                                  | композитор                 |
| 2015      | ф   | Тренер                         | McFarland                                             | композитор                 |
| 2015      | док | Эми                            | Amy                                                   | композитор                 |
| 2015      | ф   |                                | Pequeno segredo                                       | композитор                 |
| 2015      | ф   | Вне/себя                       | Self/less                                             | композитор                 |
| 2015      | ф   |                                | B.O. — Boletim de Ocorrência                          | композитор                 |
| 2019      | ф   | Мальчик, который обуздал ветер | The Boy Who Harnessed the Wind                        | композитор                 |

## Дискография
| Релизы | Релизы                      | Релизы                 | Релизы |
| ------ | --------------------------- | ---------------------- | ------ |
| Год    | Название                    | Лейбл                  |        |
| 1998   | Central do Brasil           | Indie Records          |        |
| 2001   | Behind the Sun              | Miramax Records        |        |
| 2005   | Lord Of War                 | Lakeshore Records      |        |
| 2007   | Perfect Stranger            | Lakeshore Records      |        |
| 2008   | City of Men                 | Miramax Records        |        |
| 2008   | Love in the Time of Cholera | WaterTower Music       |        |
| 2011   | Senna                       | Decca Records          |        |
| 2012   | Get the Gringo              | Lakeshore Records      |        |
| 2013   | Snitch                      | Lakeshore Records      |        |
| 2013   | The Host                    | Metropolis Movie Music |        |
| 2015   | McFarland, USA              | Walt Disney Records    |        |

## Награды и номинации
| Хронология номинаций и наград | Хронология номинаций и наград | Хронология номинаций и наград                                                                           | Хронология номинаций и наград                               | Хронология номинаций и наград                        |
| Год                           | Результат                     | Событие                                                                                                 | Категория                                                   | Номинируемое произведение                            |
| ----------------------------- | ----------------------------- | --- | ----------------------------------------------------------- | ---------------------------------------------------- |
| 2000                          | номинация                     | Гран-при бразильского кинофестиваля                                                                     | Лучший саундтрек                                            | O Primeiro Dia                                       |
| 2000                          | номинация                     | Гран-при бразильского кинофестиваля                                                                     | Лучший саундтрек                                            | Um Copo de Cólera                                    |
| 2000                          | награда                       | Кинофестиваль в Грамаду                                                                                 | Лучший саундтрек к короткометражному фильму на 35-мм плёнке | Conceição                                            |
| 2003                          | номинация                     | Гран-при бразильского кинофестиваля                                                                     | Лучший саундтрек                                            | Город Бога                                           |
| 2003                          | награда                       | Всемирная премия саундтреков                                                                            | Открытие года                                               | Город Бога                                           |
| 2005                          | награда                       | Премия в области музыки для кино и телевидения Американского общества композиторов, авторов и издателей | Самые кассовые фильмы                                       | Соучастник                                           |
| 2005                          | номинация                     | Гран-при бразильского кинофестиваля                                                                     | Лучший саундтрек                                            | Нина                                                 |
| 2008                          | номинация                     | Премия «Золотой глобус»                                                                                 | Лучшая песня для фильма                                     | Песня «Despedida» из фильма «Любовь во время холеры» |
| 2008                          | номинация                     | Всемирная премия саундтреков                                                                            | Лучшая песня, написанная специально для фильма              | Любовь во время холеры                               |
| 2009                          | награда                       | Национальный кинофестиваль «Cine Ceará»                                                                 | Лучший саундтрек                                            | Брошенная на произвол судьбы                         |
| 2010                          | номинация                     | ACIE Avard                                                                                              | Лучший саундтрек                                            | Брошенная на произвол судьбы                         |
| 2011                          | награда                       | ACIE Avard                                                                                              | Лучший саундтрек                                            | Лула, сын Бразилии                                   |
| 2012                          | номинация                     | ACIE Avard                                                                                              | Лучший саундтрек                                            | Очень важные персоны                                 |
| 2012                          | номинация                     | Гран-при бразильского кинофестиваля                                                                     | Лучший оригинальный саундтрек                               | Очень важные персоны                                 |
| 2012                          | номинация                     | Cinema Eye Honors Award                                                                                 | Выдающееся достижение в оригинальной музыке к фильму        | Сенна                                                |
| 2014                          | номинация                     | Гран-при бразильского кинофестиваля                                                                     | Лучший оригинальный саундтрек                               | Серра-Пелада                                         |